# DIN 1481
DIN 1481 er en DIN-standard for en spændestift.
| Gevind       | M1   | M1,5 | M2   | M2,5 | M3   | M3,5 | M4    | M4,5  | M5    | M6    | M8    | M10   | M12   |
| ------------ | ---- | ---- | ---- | ---- | ---- | ---- | ----- | ----- | ----- | ----- | ----- | ----- | ----- |
| Højde a:     | 0,15 | 0,25 | 0,35 | 0,4  | 0,5  | 0,6  | 0,65  | 0,8   | 0,9   | 1,2   | 2     | 2     | 2     |
| Diameter d1: | 1,3  | 1,8  | 2,4  | 2,9  | 3,5  | 4    | 4,6   | 5,1   | 5,6   | 6,7   | 8,8   | 10,8  | 12,8  |
| Diameter d2: | 0,8  | 1,1  | 1,5  | 1,8  | 2,1  | 2,3  | 2,8   | 2,9   | 3,4   | 3,9   | 5,5   | 6,5   | 7,5   |
| Tykkelse s:  | 0,2  | 0,3  | 0,4  | 0,5  | 0,6  | 0,75 | 0,8   | 1     | 1     | 1,25  | 1,5   | 2     | 2,5   |
| Styrke:      | 0,7  | 1,58 | 2,82 | 4,38 | 6,32 | 9,06 | 11,24 | 15,36 | 17,54 | 26,04 | 42,76 | 70,16 | 104,1 |

| Gevind       | M13    | M14   | M16  | M18   | M20   | M21   | M25   | M28   | M30   | M35  | M40  |
| ------------ | ------ | ----- | ---- | ----- | ----- | ----- | ----- | ----- | ----- | ---- | ---- |
| Højde a:     | 2      | 2     | 2    | 2     | 3     | 3     | 3     | 3     | 3     | 3    | 4    |
| Diameter d1: | 13,8   | 14,8  | 16,8 | 16,9  | 20,9  | 21,9  | 25,9  | 28,9  | 30,9  | 35,9 | 40,9 |
| Diameter d2: | 8,5    | 8,5   | 10,5 | 11,5  | 12,5  | 13,5  | 15,5  | 17,5  | 18,5  | 21,5 | 25,5 |
| Tykkelse s:  | 2,5    | 3     | 3    | 3,5   | 4     | 4     | 5     | 5,5   | 6     | 7    | 7,5  |
| Styrke:      | 115,12 | 144,7 | 171  | 222,5 | 280,6 | 298,2 | 438,5 | 542,6 | 631,4 | 859  | 1068 |